# 光明寺 (平戸市)
光明寺（こうみょうじ）は、長崎県平戸市にある浄土真宗本願寺派の仏教寺院。

## 概要
1592年（文禄元年）、柴田勝家の三男の空性により創建、寺名は本願寺11世門主顕如の命名によると伝えられる。その後、慶長年間に領主の松浦鎮信が領内の浄土真宗弘布を禁じたため一時廃寺となったが、1615年（元和元年）に空性の甥の了空が再興した。
現在ある堂宇は江戸時代の後期、弘化から文久年間に建てられたものである。
寺の背後には平戸ザビエル記念教会（カトリック教会）がある。平戸の市街地から登る途中の坂道からは当寺及び瑞雲寺とザビエル記念教会を同時に見上げることができ、「寺院と教会の見える風景」として平戸を代表する風景の一つに数えられている。
経堂・鐘堂・山門は2001年（平成13年）平戸市指定文化財となっている。